# كينغيو سكوي

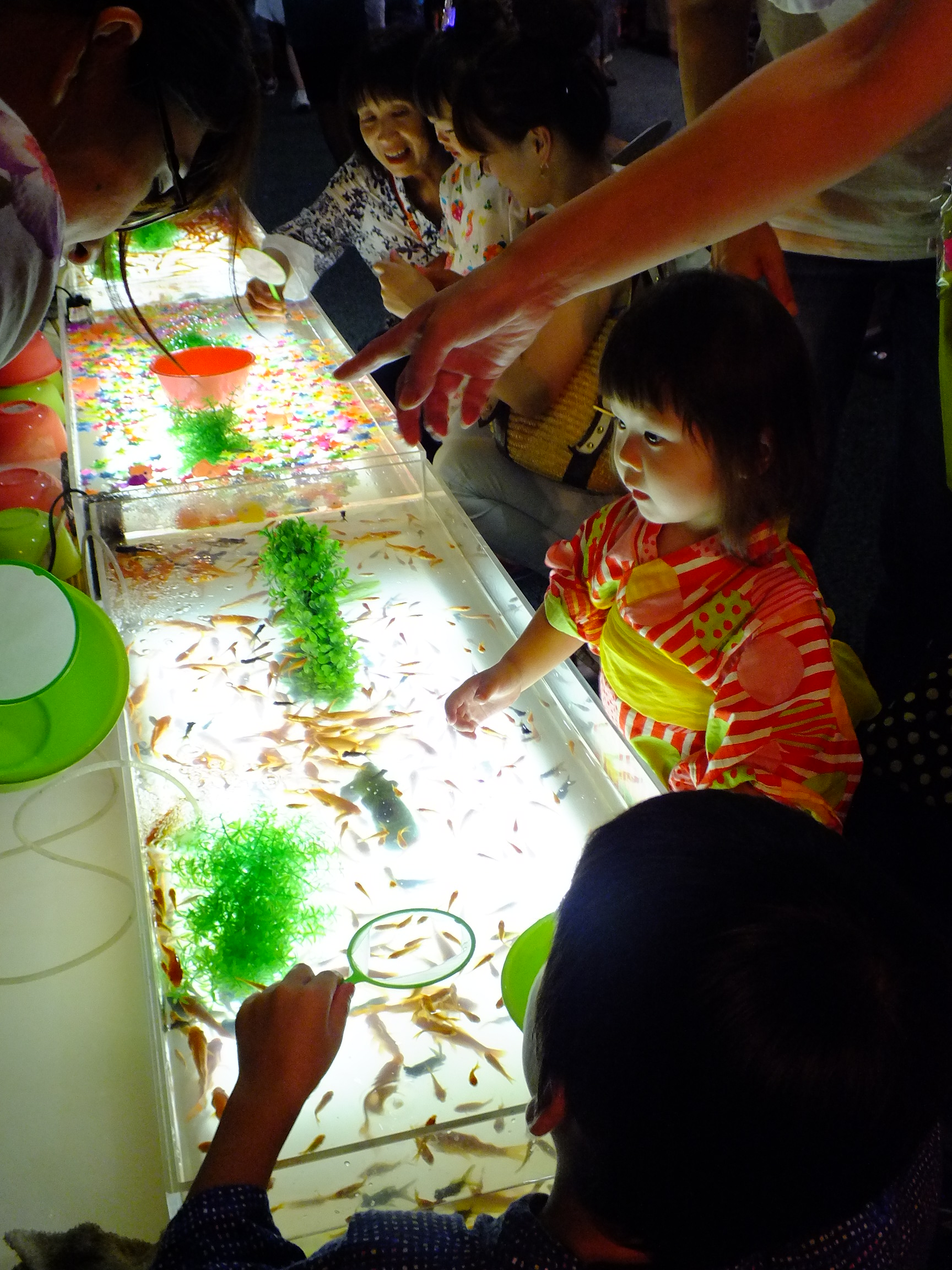
شطف السمك الذهبي في اليابان

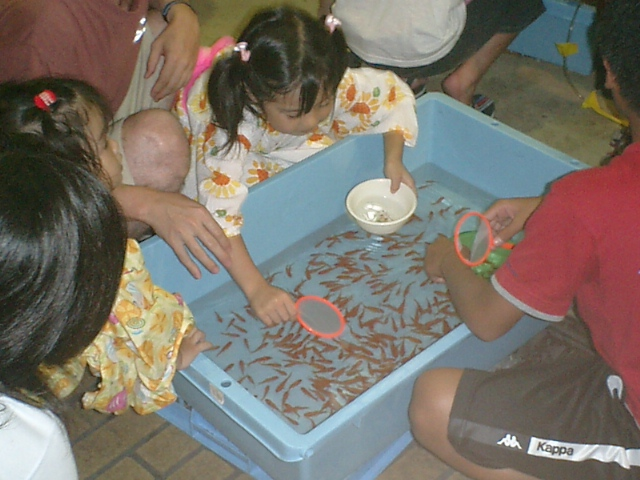
الناس يلعبون الكنغيو سكوي

كينغيو سكوي (金魚すくい, 金魚掬い Kingyo-sukui) هي لعبة يابانية تقليدية يقوم فيها اللاعب بغرف سمكة ذهبية بمغرفة خاصة. «كينغيو» تعني الأسماك الذهبية و «سكُوي» تعني المغارف. في بعض الأحيان تستخدم كرات نطاطة بدلا من السمك الذهبي. وعادة ما يكون هناك كشك لهذا النشاط في مهرجانات الصيف اليابانية أو إنيتشي.